# Xã Roosevelt, Quận Decatur, Kansas
Xã Roosevelt (tiếng Anh: Roosevelt Township) là một xã thuộc quận Decatur, tiểu bang Kansas, Hoa Kỳ. Năm 2010, dân số của xã này là 18 người.